# Begraafplaats van Estaimpuis
De Begraafplaats van Estaimpuis is een gemeentelijke begraafplaats in het Belgische dorp Estaimpuis. Ze ligt aan de Boulevard des Déportés op ruim 200 m ten noorden van het dorpscentrum (Église Saint-Barthélémy). Vanaf de weg leidt een pad van 70 m naar de toegang. De begraafplaats bestaat uit een oorspronkelijk deel dat omsloten wordt door een bakstenen muur en een jongere uitbreiding dat wordt afgebakend door een haag. Centraal staat een crucifix. 

## Britse oorlogsgraven
Links van de ingang liggen twee graven van Britse gesneuvelden uit de Tweede Wereldoorlog. De graven zijn van korporaal James Douglas Scutt en soldaat Geoffrey John Avery. Zij maakten deel uit van het Royal Berkshire Regiment en sneuvelden respectievelijk op 24 en 21 mei 1940.
Hun graven zijn eigendom van de Commonwealth War Graves Commission. Het onderhoud van deze graven wordt verzorgd door de gemeente en betaalt door het Belgisch ministerie van Defensie. De opvolging van het onderhoud gebeurt door de dienst Oorlogsgraven van het War Heritage Institute.